# Amblysomus marleyi
La talpa dorata di Marley (Carpitalpa arendsi) è un mammifero della famiglia dei Crisocloridi, diffuso in Sudafrica centrale e forse anche nello Swaziland, dove occupa una vasta gamma di habitat, dalle foreste tropicali alla savana, colonizzando anche i giardini delle case e i terreni coltivati.